# استیو لیتل
استیو لیتل (انگلیسی: Steve Little؛ زادهٔ ۱ ژوئیهٔ ۱۹۷۲) بازیگر، کمدین و نویسنده آمریکایی است. وی از سال ۲۰۰۵ میلادی تاکنون مشغول فعالیت بوده‌است.
از فیلم‌هایی که وی در آن نقش داشته‌است، می‌توان به آشنایی با مادر، توپ‌های خشم، حقیقت زشت، رنو ۹۱۱: میامی، پذیرفته و تمی اشاره کرد. وی همچنین برندهٔ جوایزی همچون جوایز امی ساعات پربیننده شده‌است.